# Walden dos
Walden Dos es una novela de ciencia ficción escrita por B. F. Skinner en 1948. En ella Skinner continúa con ideas acerca del conductismo y su ingeniería de la conducta. El autor imagina una utopía tomando como referencia el Walden de Henry David Thoreau.
Esta sociedad ficticia se caracteriza por su fuerte reiteración del aspecto más social del ser humano, el papel de los instintos, así como todo aquello que a priori se ha "heredado" de la naturaleza, e intenta ser reducido al mínimo. Se intenta mejorar la capacidad de convivencia del ser humano mediante la reducción del papel predominante de los instintos. Sus detractores le critican el ningunear la libertad y la capacidad de elección del hombre. Skinner no intenta acabar con la diferencia sino con la desigualdad.

## Introducción
Skinner muestra en esta obra una sociedad científicamente construida, que funciona utilizando como base la teoría conductista operante. En la obra se describe cada uno de los métodos empleados para condicionar a los miembros de la comunidad: sus ideales en cuanto al aprendizaje; a la formación de una sociedad sin envidias, sin maldad, sin enfrentamientos; donde se fomente el cooperativismo en lugar de la competitividad; una forma de gobierno que nada tiene que ver con las formas de gobierno de nuestros países, todo ello desde el punto de vista conductista y lo hace desplegando sobre esta novela toda su doctrina psicológica desde el punto de vista de Frazier, creador de Walden Dos.
En esta comunidad todos sus miembros son felices, trabajan cuatro horas al día como máximo y pueden dedicar el tiempo restante a hacer lo que cada uno quiera con su tiempo disponible. La comunidad entera se considera al cuidado de todos los hijos, deshaciéndose así de la idea de familia basada en los lazos de sangre.
En esta comunidad los problemas son resueltos a través de la aplicación de la ciencia. En la novela, con un estilo en cierto modo cercano al ensayo, se explica el funcionamiento de tal comunidad en detalle, explicando ciertos sistemas que son una mejora sobre los sistemas usados en las comunidades y sociedades actuales.
El objetivo principal de la comunidad de Walden Dos es que cada miembro sea feliz como un individuo mientras funciona como parte de un colectivo.